# Бекасови
Бекаси пренасочва насам.  За града в Индонезия вижте Бекаси (Индонезия).
Бекасовите (Scolopacidae) са семейство блатни птици с дълга и остра човка.
Те търсят безгръбначни животни в тинята, като ги ловят със своя клюн подобно на шевна машина.
Любовният сезон на бекасите е през март.

## Класификация
Семейство Бекасови
- Род Actitis
- Род Aphriza
- Род Arenaria
- Род Bartramia
- Род Calidris
- Род Coenocorypha
- Род Eurynorhynchus
- Род Gallinago
- Род Limicola – Блатобегачи
- Род Limnodromus
- Род Limosa – Крайбрежни бекаси
- Род Lymnocryptes – Малки бекасини
- Род Numenius
- Род Phalaropus – Листокраки
- Род Philomachus – Бойници
- Род Prosobonia
- Род Scolopax
- Род Tringa
- Род Tryngites – Ръждивогръди брегобегачи
- Род Xenus – Пепеляви брегобегачи